# Javier Rojas Iguaro
Javier Rojas Iguaro (Santa Cruz de la Sierra; 14 de enero de 1996) es un futbolista boliviano. Juega como guardameta. Actualmente milita en Club Deportivo y Social Vida de Honduras.

## Trayectoria
Rojas se inició en las categorías inferiores del Club Bolívar, luego pasó al Club Atlético Ciclón y posteriormente al Club Petrolero.
En el 2018 pasa a jugar al Nacional Potosí, equipo con el que finalmente logra debutar. Su debut oficial fue en el 2019 en un encuentro de Copa Sudamérica, que su equipo disputó ante el Club Zulia.
Tras su gran campaña con Nacional Potosí, a inicios del 2020 es contratado por el Club Bolívar.

## Selección nacional
Ha sido internacional con la Selección de Bolivia en la categoría sub-20 y en la Selección de mayores. 
Con la selección mayor participó en la Copa América 2019.

### Participaciones en Sudamericanos
| Torneo                      | Sede    | Resultado    |
| --------------------------- | ------- | ------------ |
| Sudamericano sub-20 de 2015 | Uruguay | Primera Fase |

### Participaciones en Copa América
| Torneo            | Sede   | Resultado      | Partidos | Goles |
| ----------------- | ------ | -------------- | -------- | ----- |
| Copa América 2019 | Brasil | Fase de grupos | 0        | 0     |

## Clubes
| Club                       | País     | Año               |
| -------------------------- | -------- | ----------------- |
| Ciclón                     | Bolivia  | 2016              |
| Petrolero                  | Bolivia  | 2017              |
| Nacional Potosí            | Bolivia  | 2018 - 2019       |
| Bolívar                    | Bolivia  | 2020 - 2022       |
| Palmaflor                  | Bolivia  | 2023              |
| Guabirá                    | Bolivia  | 2024              |
| Ciudad Nueva Santa Cruz FC | Bolivia  | 2024              |
| San Juan FC                | Bolivia  | 2025              |
| CDS Vida                   | Honduras | 2025 - Actualidad |

## Palmarés

### Títulos nacionales
| Título           | Club    | País    | Año           |
| ---------------- | ------- | ------- | ------------- |
| Primera División | Bolívar | Bolivia | Apertura 2022 |